# André Oheix
André Oheix, né André-Marie-Maurice Oheix le 26 novembre 1882 à Loudéac (Côtes-d'Armor) et mort pour la France le 15 juillet 1915 à Vienne-le-Château dans la Marne lors de la Première Guerre mondiale, est un historien français spécialiste du haut Moyen Âge, notamment en Bretagne.

## Biographie

### Famille et formation
André-Marie-Maurice Oheix, dit André Oheix, est né le 26 novembre 1882 à Loudéac dans les Côtes-d'Armor dans une famille bourgeoise aisée. Son père, Robert-Ange-Marie Oheix, est un avocat, journaliste et écrivain de 37 ans, fils de Jean Oheix, médecin de Savenay, et de Jeanne-Marie Moizan, fille d'une lignée de riches marchands de toiles à Trévé. Sa mère Marie-Ambroisine-Louise-Théodore, née Pivert, est la fille du président du tribunal civil de Loudéac, Joseph Pivert. André est le troisième enfant de la fratrie dont l'ainée est une fille dénommée Jeanne et le second un fils dénommé Robert comme son père.
Trois mois après la naissance d'André, sa mère meurt des suites de son accouchement. Son père se retrouvant seul, avec trois enfants en bas âge, rejoint Trévé et la propriété familiale des Moizans, le manoir de la Ville-aux-Veneurs, où vit sa mère, Jeanne-Marie, prête à l'aider à s'occuper de ses enfants. Voulant garder sa progéniture près de lui, Robert Oheix, décide de prendre lui-même en main leur éducation scolaire. Il n'entreprend pas cela sans bagage, déjà du fait de ses différentes activités professionnelles, mais aussi du fait qu'il soit également un éminent historien de la Bretagne, en relation avec Arthur de La Borderie, et membre de multiples sociétés savantes. Il est l'auteur de nombreuses publications. André, se retrouve donc très tôt en formation dans le manoir, avec son frère et sa sœur, mais aussi avec sa grand-mère. Elle meurt, en 1893 à 72 ans, laissant les trois enfants (André a 11 ans) seuls avec leur père. André, laisse rapidement apparaître une forte précocité, que son père encourage et renforce avec notamment, l'apprentissage du latin, puis des échanges réguliers dans cette langue, la lecture des vies des saints bretons et l'initiation à l'hagiographie. André a 15 ans, lorsqu'il signe un premier article avec pour sujet Jules Simon, réalisé sans doute avec l'aide de son père, il présente déjà les caractéristiques du style de l'écriture d'André. Il est publié en 1897 dans la Revue historique de l'ouest.
Sa formation devient ensuite plus normative, il obtient le Baccalauréat et débute un cursus en droit. En parallèle son père lui facilite son entrée, malgré son jeune âge, dans les sociétés savantes. En 1904, il a 22 ans, ses études sont en bonne voie et il a déjà plusieurs publications d'études historiques à son actif, lorsque son père, René Oheix, meurt à l'âge de 59 ans. André a 22 ans et il va rester fidèle à sa maison familiale tout en poursuivant ses études à Paris. Pour assurer son avenir, il continue son droit tout en suivant également l'enseignement de l'École des chartes et de l'École des hautes études. Dans cette dernière il devient particulièrement assidu aux cours d'histoire de Ferdinand Lot qui, lors de l'année scolaire 1908-1909, « a mis au programme de l'une de ses conférences la vie des saints bretons du Ve au VIe siècle ». C'est également dans ce cadre qu'il lie des relations dans le domaine de l'hagiographie bretonne, notamment avec, René Largillière, Joseph Loth, l'abbé François Duine, Robert Fawtier et Éthel Jones, son épouse. En 1913, il obtient le prix de thèse de la Faculté de droit de Paris pour sa thèse de doctorat intitulée Les Sénéchaux de la Bretagne des origines au XIIe siècle et il travaille sur un Recueil des actes des rois et ducs de Bretagne du Xe au XIIe siècle, en vue de sa thèse de l'École des Hautes-Études.

### Historien en parallèle avec ses études
C'est en 1900, bien avant la fin de ses études, qu'il commence réellement à publier avec pour débuter un article de vingt huit pages intitulé « Étude hagiographique n° 1 : saint Friard et saint Secondel ». Lorsque son père meurt en 1904, il a déjà publié au moins cinq articles supplémentaires.
À partir de 1906, il découvre puis devient « disciple » de Ferdinand Lot. Il circule beaucoup, notamment en suivant les congrès des sociétés savantes de Bretagne, et il poursuit ses communications et articles tout en terminant sa thèse du doctorat de droit. Il devient lui même, selon Debary, une « référence pour tous ceux qui, sans verser dans un « patriotisme breton » exacerbé et dénué d'objectivité, aujourd'hui reproché à La Borderie, décédé en 1901, se refusent à adopter vis-à-vis de l'hagiographie bretonne une position exagérément critique et somme toute négative ».
Peu après la mobilisation d'André Oheix, l'abbé François Duine, souligne un « rapport d'amitié » entre Ferdinand Lot et André Oheix, qui était un jeune homme, capable de « décanter, réviser, compléter les travaux » de l'école de son maître. Il regrette le départ de celui qu'il qualifie de « savant qui habite la Ville-aux-Veneurs » mais aussi d'« érudit jeune et bien formé ». Persuadé que les conférences de Ferdinand Lot sont « une date importante dans la critique scientifique des origines bretonnes », il est fier d'avoir pu influencer André Oheix qu'il pense devoir être, à son retour de la guerre, l'un des moteurs du renouveau et du progrès des études hagiographiques en Bretagne.

### Grande guerre: sergent mort pour la France
André Oheix, mobilisé le 3 août 1914, rejoint, à Cherbourg, le premier régiment d'infanterie coloniale (1er RIC). Envoyé sur le front au mois d'octobre, il est nommé sergent au mois de décembre. En janvier 1915, il évoque son existence sur le front dans un courrier au prêtre François Duine : « Depuis trois mois je suis en campagne et mène la vie des tranchées ; je ne suis plus un rat de bibliothèque mais une taupe. Enfin c'est encore quelque chose que d'être vivant et je suis bien vivant ... ». Au mois de juin il est cité et reçoit la Croix de guerre, puis il disparaît lors d'un affrontement le 14 juillet 1915. Le fait qu'il ne soit pas parmi les prisonniers de retour en France après la fin du conflit est constaté par le tribunal de Loudéac qui, par un jugement confirme « son décès à Vienne-le-Château ». Ses restes sont finalement retrouvés en 1935 lors « d'une exhumation collective ». Rapatriés à Trévé, ils sont inhumés au cimetière du village. Sa tombe porte une inscription devenue illisible : « À la mémoire de m. André-Marie-Maurice Oheix, sergent au 1er rég. d'inf. coloniale, Dr en droit, né à Loudéac le 26 novembre 1882, disparu au Champ d'honneur en Argonne le 15 juillet 1915. Son corps a été retrouvé à la Croix-Floquet en Servon, Argonne le 15 juillet 1935 et réinhumé le 21/12/1935 ».

## Le travail de l'historien à l'épreuve du temps
Malgré la disparition d'André Oheix très peu de temps après la fin de ses études de droit, et celle de son frère le lieutenant Robert Oheix, également mort pendant la guerre, le manoir ainsi que les archives familiales sont restés dans la famille. Dans les années 1960, son neveu Yves Guillon fait don à l'abbaye de Landévennec d'une partie des archives Oheix, concernant l'hagiographie bretonne. Ce fond ne donne lieu qu'à deux publications succinctes de Jean-Luc Deuffic puis Michel Debary, qui souligne que l'on y trouve, écrit par André, un Recueil des actes des ducs de Bretagne jusqu'au XIIe siècle, inachevé, et un important dossier sur les saints bretons.
Au XXIe siècle, si André Oheix est toujours cité, il est néanmoins relégué dans une époque importante mais révolue : en 2004, les recherches sur l'abbaye de Landévennec progressent avec notamment des études sur les relations au haut Moyen Âge, entre les Bretons et l'Italie. Ce qui renvoie dans un premier temps fort « La Borderie, l'abbé Duine, ou encore André Oheix ». Dans le même ouvrage, c'est Philippe Guigon qui publie un article intitulé Aux origines du fonds Oheix. Il confirme l'intérêt du dossier sur les saints bretons réalisé par André, souligne mais constate également que le travail d'André est bien plus précis que celui de son père dont le travail et la correspondance représentent la plus grande partie du fonds.

## Publications

### Articles et ouvrages personnels
- Saint Friard et saint Secondel (VIe siècle) (Extrait : Comptes rendus procès-verbaux mémoires (Bretonne) - volume 18 p.19-44), Saint-Brieux, R. Prudhomme, coll. « Études hagiographiques » (no 1), 1900, 28 p., 25 cm (SUDOC 099140195, présentation en ligne).
- Note sur la translation des reliques de saint Paul Aurélien à Fleuri (vers 960) (Extrait du Bulletin de la Société archéologique de Nantes et de la Loire-Inférieure), Vannes, Lafolye frères, coll. « Études hagiographiques », 1901, 8 p., In-8° (BNF 31032802).
- Notes sur quelques verrières anciennes des Cotes-au-Nord (Extrait des Mémoires de l'Association bretonne Congrès de Lannion (Septembre 1901)), Saint Brieuc, René Prud'homme, 1902, 19 p., in-8 (SUDOC 15459329X).
- Échantillons de correspondances bretonnes du XVIIIe siècle (Extrait des Mémoires de l'Association bretonne, congrès de Redon, septembre 1902), Saint Brieuc, R. Prud'homme, 1903, 12 p., In-8° (SUDOC 54593249).
- Saint Victor de Cambon (VIe – VIIe siècles) (Extrait du Bulletin de la Société archéologique de Nantes et de la Loire-Inférieure n- volume 44 p.115-153), Nantes, Impr. R. Guist'Hau, A. Dugas successeur, coll. « Études hagiographiques », 1903, 41 p. (SUDOC 154593303, présentation en ligne).
- Les Reliques bretonnes de Montreuil-sur-Mer (Extrait des Mémoires de l'Association bretonne, congrès de Concarneau [septembre 1905]), Nantes, L. Durance, coll. « Études hagiographiques » (no IV), 1906, 37 p., In-8° (BNF 31032803).
- St Melaine est-il né à Plélauff ? origine d'une tradition (Extrait des Mémoires de l'Association bretonne, congrès de Lamballe, septembre 1907), Nantes, L. Durance, coll. « Études hagiographiques » (no V), 1908, 10 p., In-8° (BNF 31032804).
- Un livre d'histoire (Compte rendu des Mélanges d'histoire bretonne, VIe – XIe siècle par Ferdinand Lot. - Extr. de la "Revue de Bretagne), Paris, Nanterre, Vannes, H. Champion, M. Le Dault, Lafolye frères, 1908, 20 p., 25 cm (BNF 35716930).
- Saint Benoit de Macérac (IXe siècle) (Extrait du Bulletin de la Société archéologique de Nantes, T. LI, 1910), Nantes, L. Durance, coll. « Études hagiographiques » (no VI), 1910, 22 p., In-8° (BNF 31032805).
- Vie inédite de saint Cunwal : publié avec un commentaire (Contient la "Vita sancti Cunuali" (texte en latin). - Extrait de la "Revue celtique", tome XXXII), Paris, H. Champion, coll. « Études hagiographiques » (no VII), 1911, 30 p., 23 cm (SUDOC 099140225, lire en ligne).
- Le culte des Sept Saints de Bretagne au Moyen Âge (Extr. des Mémoires de la Soc. d'émulation des Cotes du Nord, t. 49), Nantes, L. Durance, coll. « Études hagiographiques » (no VIII), 1911, 16 p., 24 cm (SUDOC 099140187).
- Les Évêques de Léon aux Xe et XIe siècles (Extrait des «Mémoires de l'Association bretonne», Congrès de Saint-Pol-de-Léon, septembre 1911), Nantes, L. Durance, 1912, 12 p., In-8° (BNF 34104658).
- L'histoire de Cornouaille, d'après un livre récent (Compte rendu de "Mélanges d'histoire de Cornouaille" (Ve – XIe siècle), par Robert Latouche, Paris, Champion , 1911. - Extrait du : "Bulletin de la Société archéologique du Finistère",ISSN 0249-6763, tome XXXIX, 1912), ?, ?, 1912, 24 p., 25 cm (SUDOC 11954654X).
- Étude juridique sur les sénéchaux de Bretagne, des origines au XIVe siècle (Thèse : Droit : Université de Paris, Faculté de droit : 1913), Paris, Fontemoing, 1913, 253 p., 25 cm (SUDOC 018371329).
- Notes sur la vie de saint Gildas, Nantes, L. Durance, coll. « Études hagiographiques » (no IX), 1913, 38 p., In-8° (BNF 31032806).
- Saint Viau (En annexe, textes en latin. - Extrait du Bulletin de la Soc. archéol. de Nantes tome 54), Nantes, L. Durance, coll. « Études hagiographiques » (no X), 1913, 32 p., 25 cm (SUDOC 119545411).
- Nécrologe de l'Abbaye de Landévenec (Contient l'"Extrait du Nécrologe de l'Abbaie de Landévenec" en latin. - Extrait du "Bulletin diocésain d'histoire et d'archéologie", de Quimper et de Léon), Quimper, Typ. de Kerangal,, 1913, 19 p., 23 cm (SUDOC 119545888).
- La date de la mort d'Alain III, duc de Bretagne (Extrait des "Mémoires de la Société d'émulation des Côtes-du-Nord", tome LI, 1913), Saint Brieuc, impr. F. Guyon, 1913, 24 cm (SUDOC 119547015).

### Articles et ouvrages collectifs
- avec Ethel C. Fawtier-Jones, « La Vita ancienne de Saint Corentin », Mémoires de la Société d'histoire et d'archéologie de Bretagne, t. VI,‎ 1925, p. 3-56 (lire en ligne).

## Distinctions
- Croix de guerre 1914–1918
- Médaille militaire